# Prélude et Nocturne pour la main gauche op. 9 de Scriabine
Le Prélude et Nocturne pour la main gauche op. 9 est un prélude suivi d'un nocturne pour piano d'Alexandre Scriabine composé en 1894.

## Analyse de l'œuvre
En 1891, Scriabine s'étant blessé à la main droite, il doit faire travailler uniquement sa main gauche ; il compose ce prélude et nocturne en 1894, qui rencontre rapidement un grand succès. Il écrit à ce sujet : « Il s’est avéré que l’éditeur local a réimprimé mon Nocturne pour la main gauche et que des milliers d’exemplaires sont déjà vendus [...] Ma popularité est immense! »